# カムデン・リバーシャークス
カムデン・リーバーシャークス（Camden Riversharks）は、プロ野球独立リーグ、アトランティックリーグ（リバティ・ディビジョン）に加盟していた野球チーム。本拠地は、アメリカ合衆国ニュージャージー州カムデン。

## 歴史
1999年に創設され、2001年から、アトランティックリーグに加盟し、活動を開始している。
2004年と2008年に、ディビジョン優勝を果たし、チャンピオンシリーズに進出するも敗れている。
2015年に解散した。

## 所属選手

### 過去の所属選手
- クリス・ロバーツ（2001、元：千葉ロッテマリーンズ）
- ジミー・ウィリアムズ（2001 - 2002、元：中日ドラゴンズ）
- ブライアン・ハンター（2005、元：デトロイト・タイガース）
- スティーブン・ドリュー（2005、元：アリゾナ・ダイヤモンドバックス）
- ルイス・ロペス（2006 - 2007、元：東北楽天ゴールデンイーグルス）
- ホセ・リマ（2008、元：ヒューストン・アストロズ）
- ブライアン・ローレンス（2008、元：サンディエゴ・パドレス）
- トム・デイビー（2009、元：広島東洋カープ、オリックス・バファローズ）
- ブライアン・ネルソン（2009、元：福岡ダイエーホークス）
- レネ・リベラ（2010、元：シアトル・マリナーズ）
- ジェイソン・ボッツ（2010、元：北海道日本ハムファイターズ）
- ジェーソン・ジョンソン（2011、元：西武ライオンズ）
- ジョン・ベイル（2011、元：広島東洋カープ）
- ペドロ・フェリス（2011 - 2012、元：サンフランシスコ・ジャイアンツ)
- ブライアン・コーリー（2012、元：読売ジャイアンツ、千葉ロッテマリーンズ）
- ウィルソン・バルデス（2013、元：東京ヤクルトスワローズ）
- ヴァル・パスクチ（2013、元：千葉ロッテマリーンズ）